# Servei de barra

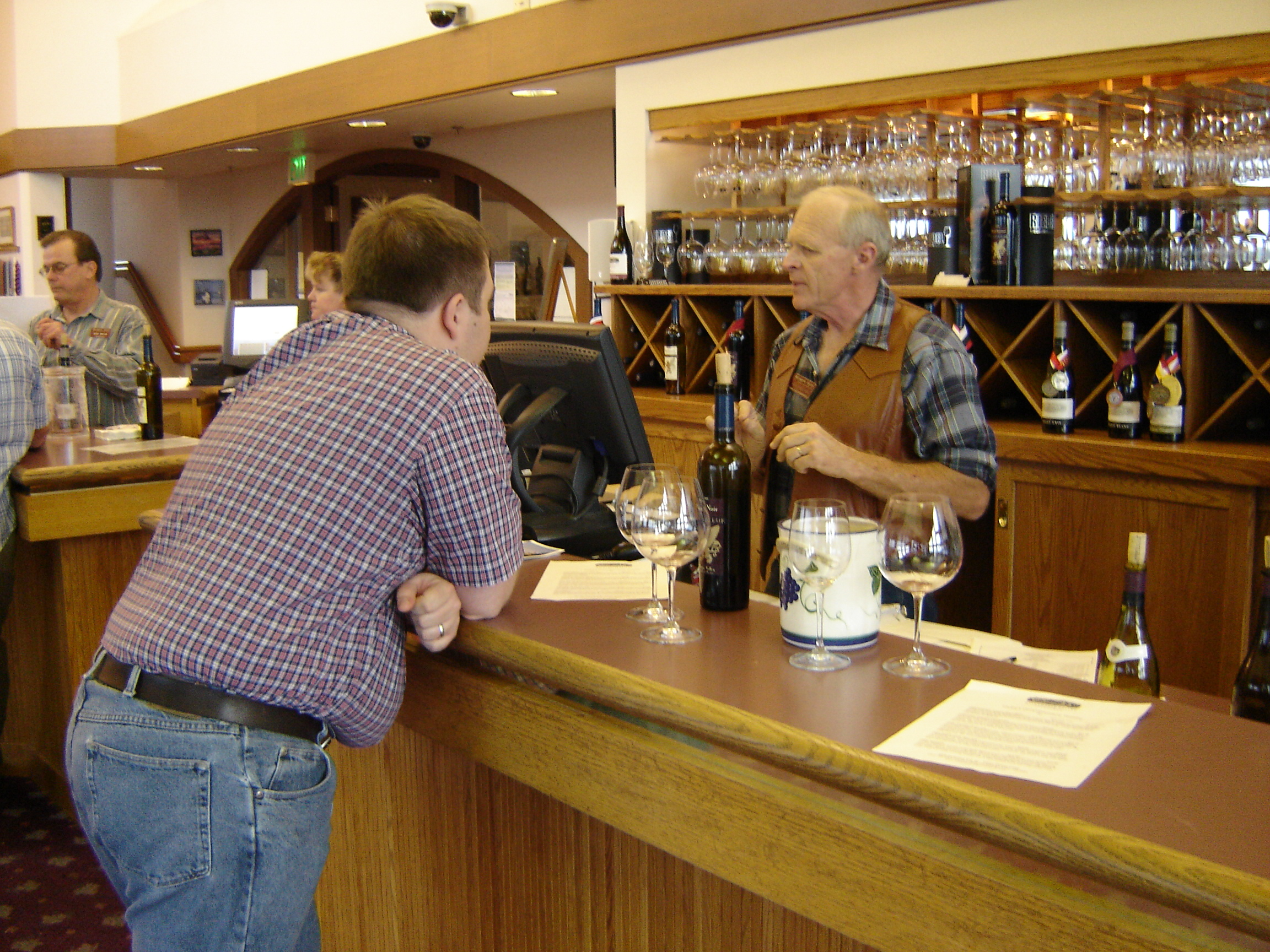
Típic servei de barra en un bar.

El servei de barra consisteix en un tipus de servei general donat en els barsi cafeteries. Per regla general el cambrer es troba darrere d'una espècie de mur amb aparadors (que s'anomena "barra") i atén les peticions del client des del darrere. Les consumicions en aquest tipus de servei es fan dret en una mena d'aparador existent en la "barra" del bar. Les consumicions es paguen per avançat o després de la consumició segons el costum del lloc.

## Característiques
La principal característica és que ni el client, ni el cambrer se sentin romanent tot el moment ambdós drets, cara a cara. El cambrer atén els clients per ordre i ell mateix elabora certes operacions com servir les begudes, posar una tapa o ració, cobrar, etc. Pot estar assistit per una cuina o un altre cambrer en el cas que existeixi. Una de les principals característiques del servei de barra és la de poder atendre a molts clients a la vegada.
Per regla general si hi ha un servei de barra no hi ha servei de taula, però hi ha barreges de serveis en què un client pot ser servit en una barra per endur-se després ell mateix la seva consumició a una taula.

## Història
La paraula "barra" en aquest context ja estava en ús el 1592 a tot tardar, el dramaturg Robert Greene es refereix a una barra en el seua obra  Un descobriment notable de Coosnage . No obstant això, el mètode de servir en un taulell va ser inventat per Isambard Kingdom Brunel, el gran enginyer de l'era victoriana, com un mitjà de major rapidesa al servei dels clients dels trens de passatgers amb la pressa que tenien al arribar a les sales de refresc de l'estació de ferrocarril de Swindon, mentre els trens Great Western canviaven de màquina, sent la primera barra en servir alcohol la de Hilton London Paddington a l'estació de Paddington de Londres.